# چیغیل‌تپه (صندوق‌لی)
چیغیل‌تپه (به ترکی استانبولی: Çiğiltepe) یک منطقهٔ مسکونی در ترکیه است که در صندوق‌لی واقع شده‌است.